# Studebaker-Packard Hawk-serie

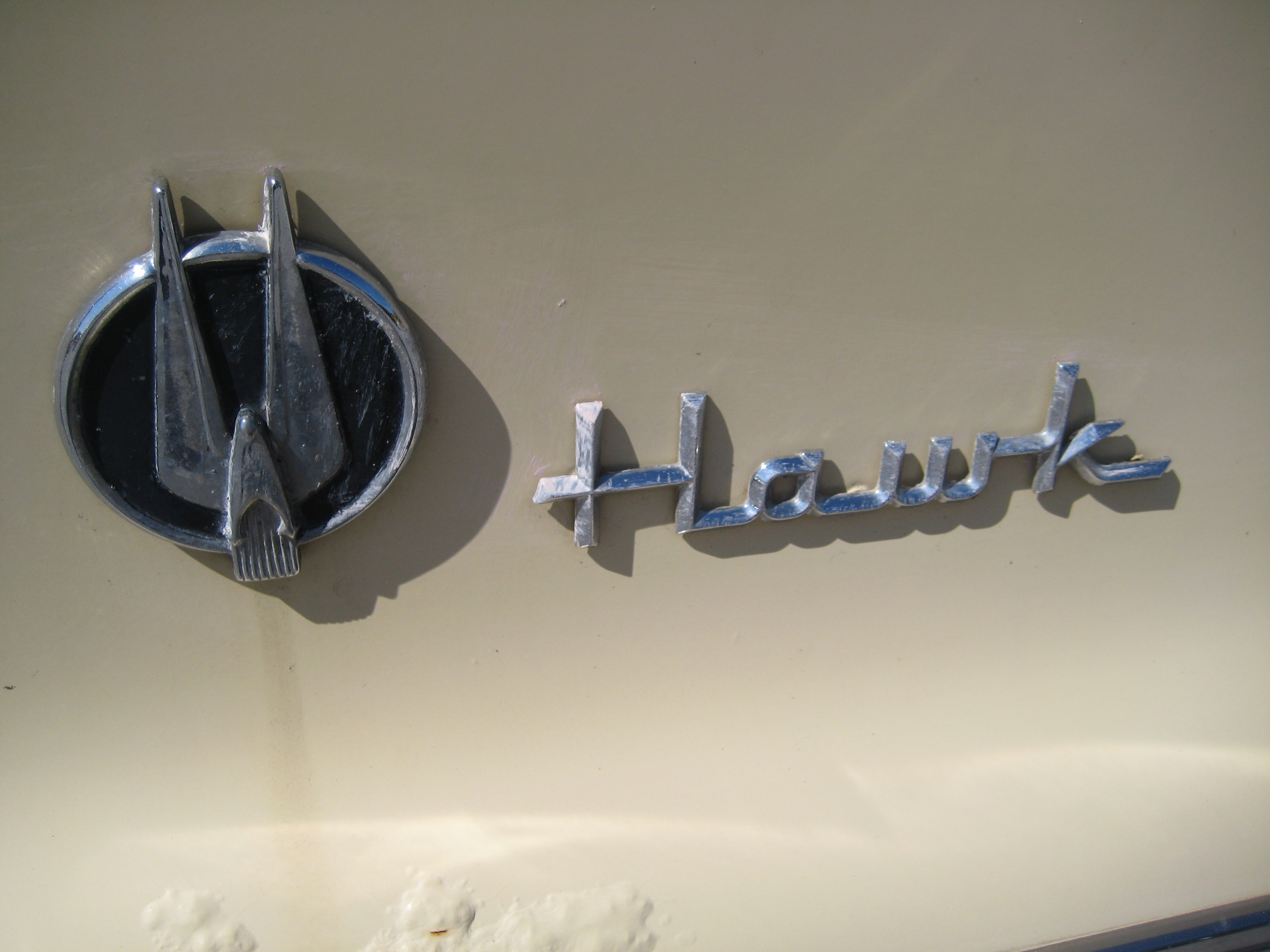

De Studebaker-Packard Hawk-serie waren personenauto's die tussen 1956 en 1964 werden geproduceerd door Studebaker-Packard na de fusie van beide bedrijven. Het bedrijf omschreef de auto's als "familiesportwagens", het waren allemaal tweedeurs coupés en hardtops met vier zitplaatsen. De Hawk-serie bouwde voort op het succes van de Studebaker Speedster uit 1955 en werd in de markt gezet als concurrent van de Ford Thunderbird en de Oldsmobile Starfire. Alle modellen werden onder het merk Studebaker uitgebracht, behalve de Packard Hawk uit 1958.

## Geschiedenis
De vier Hawks die in 1956 gelanceerd werden weerspiegelden de motor- en uitrustingsniveaus van de Studebaker-sedans. Er waren twee coupés en twee hardtops: het coupé-aanbod bestond uit de Flight Hawk, een basismodel aangedreven door de verouderde en ondermaatse 3,0-liter zes-in-lijn zijklepmotor van de Champion en de Power Hawk met de 4,2-liter V8-motor van de Commander. De twee hardtops waren de Sky Hawk met de grotere 4,7-liter V8-motor en de luxe uitrusting van de President en de Golden Hawk, het topmodel dat uitgerust was met de krachtige 5,8-liter V8-motor van Packard. De Golden Hawk was de beste high-performance auto van 1956 en wordt door sommigen beschouwd als de eerste muscle car, acht jaar voor de GTO op de markt kwam.
In 1956 was de financiële toestand van Studebaker-Packard zo verslechterd dat het bedrijf zich genoodzaakt zag om de productie in alle Packard-fabrieken stil te leggen. In afwaching van de ontwikkeling van een geheel nieuwe Packard en om bestaande dealercontracten na te komen werd in 1957 een nieuwe Packard op de markt gebracht die gebaseerd was op de Studebaker President. Deze wagen werd gebouwd in de Studebaker-fabriek in South Bend. Omdat de V8-motor van Packard niet langer werd geproduceerd, werden zowel de nieuwe Packard als de Golden Hawk uit 1957 voorzien van Studebaker's grootste 4,7-liter V8-motor, die uitgerust werd met een McCulloch-supercharger om hetzelfde nominaal vermogen van 275 pk te produceren als de Packard uit 1956. Het aanbod werd vereenvoudigd: de Sky Hawk werd stopgezet omdat hij te weinig verschilde van de Golden Hawk, terwijl de twee laagste modellen vervangen werden door de Silver Hawk, verkrijgbaar met de 3,0-liter zescilinder of de 4,2-liter V8. In 1958 werd een herwerkte luxe versie van de Golden Hawk op de markt gebracht als de Packard Hawk.
In 1957 en 1958 gingen de verkoopcijfers van Studebaker verder in vrije val, daarom werden in 1959 de Golden Hawk, alle Packards en Studebaker sedans geschrapt. De Silver Hawk was het enige overgebleven model, samen met de nieuwe Studebaker Lark-serie. Deze strategie wierp zijn vruchten af: de kleiner ogende Lark was een succes en de Silver Hawk diende als blikvanger om potentiële klanten naar de showroom te lokken. Omdat de Silver Hawk het enige overgebleven Hawk-model was werd de auto omgedoopt tot simpelweg Hawk en bleef onder die naam nog tot eind 1961 bestaan.
In 1962 werd de Hawk onder handen genomen door industrieel ontwerper Brooks Stevens en als Gran Turismo Hawk op de markt gebracht. De nieuwe styling werd positief ontvangen en verkocht relatief goed in 1962. In 1963 was de verkoop van Studebaker echter ten dode opgeschreven. Hoewel de Super Hawk met zijn optionele krachtige "Serie R"-motor met supercharger de beste Hawk ooit was, werd de productie in december 1963 beëindigd, samen met de rest van Studebaker's aanbod in Noord-Amerika.
Er werden tussen 1956 en 1964 in totaal zo'n 80000 Hawks geproduceerd.

## Fotogalerij

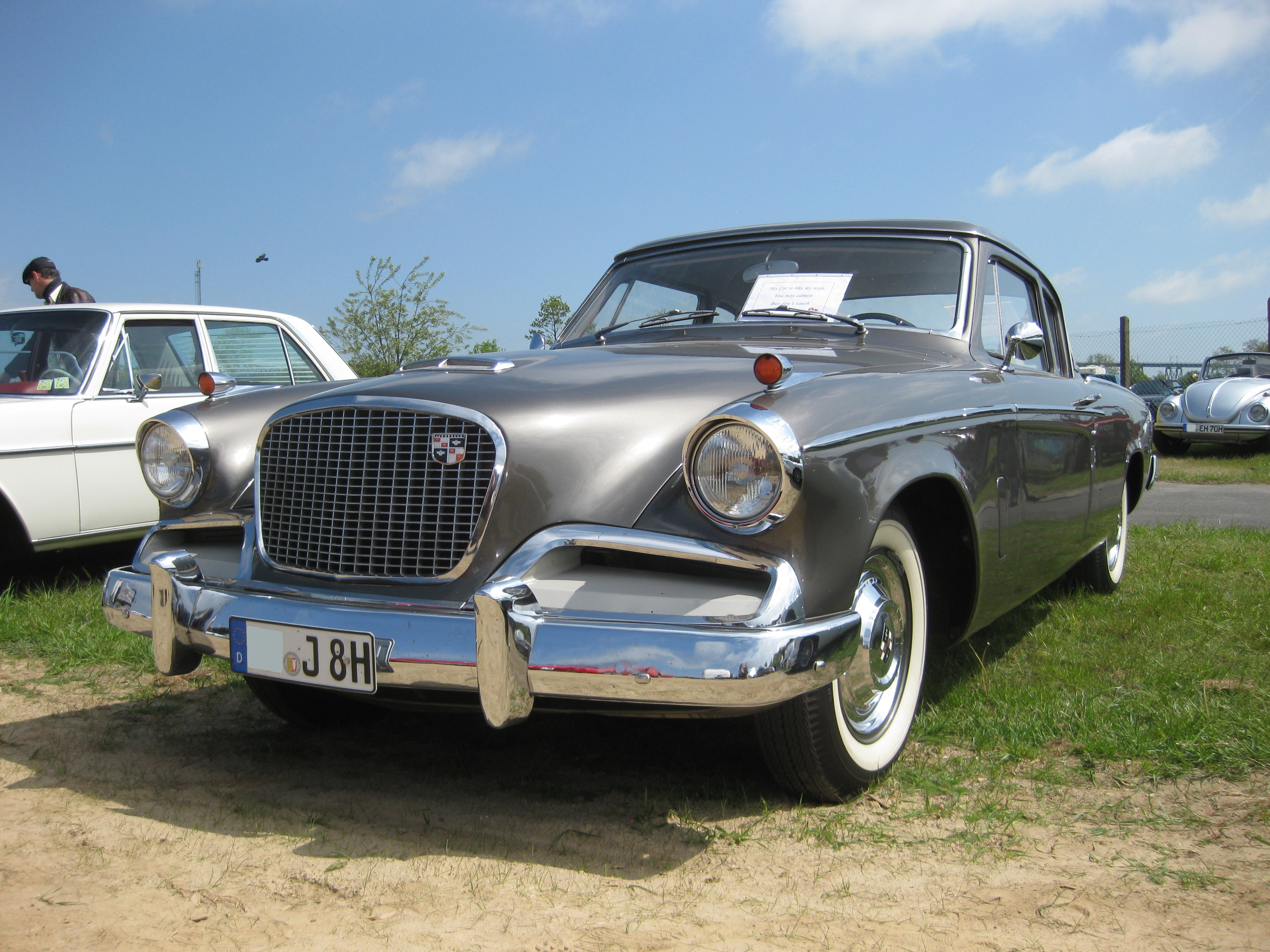
Studebaker Flight Hawk (1956)
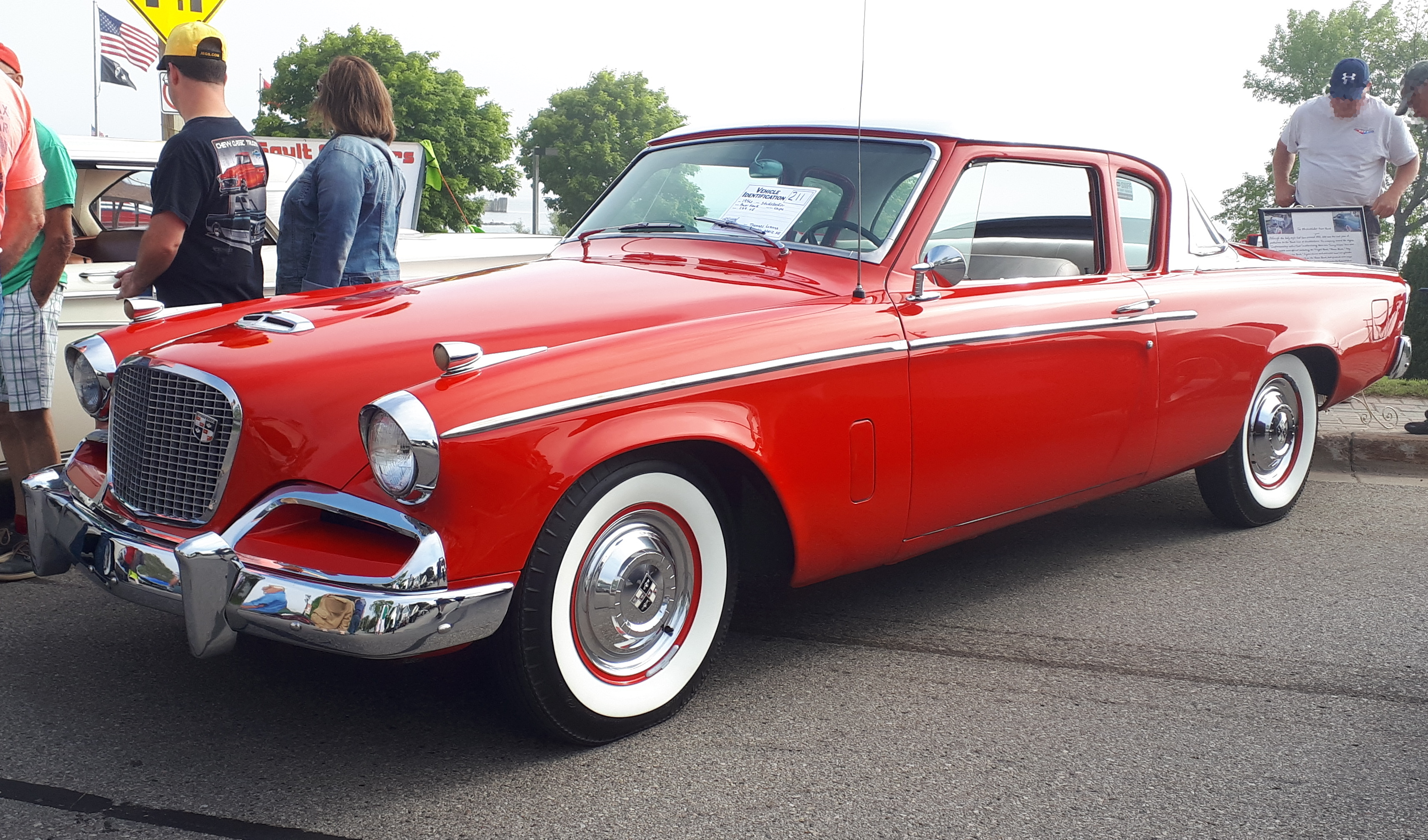
Studebaker Power Hawk (1956)
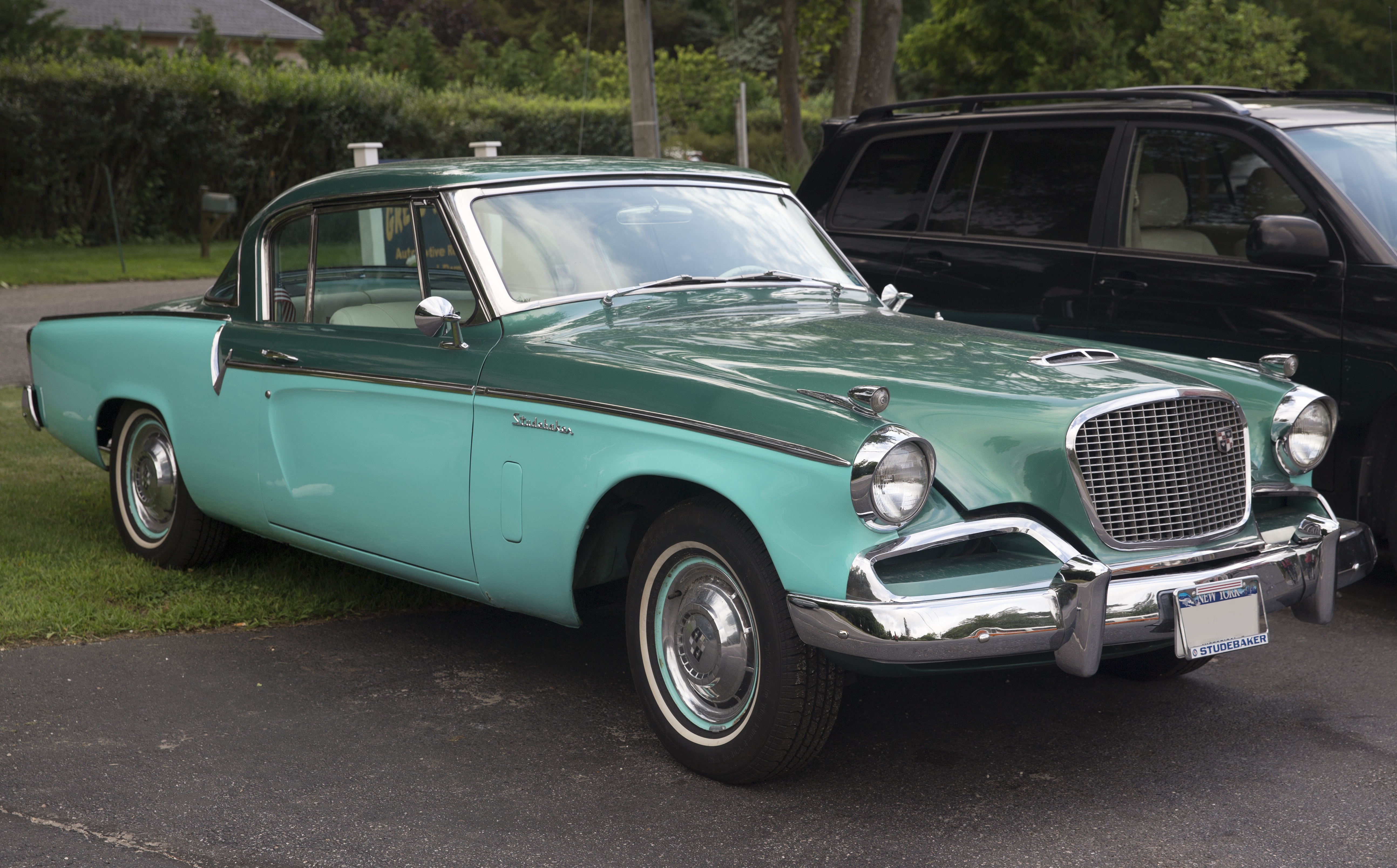
Studebaker Sky Hawk (1956)
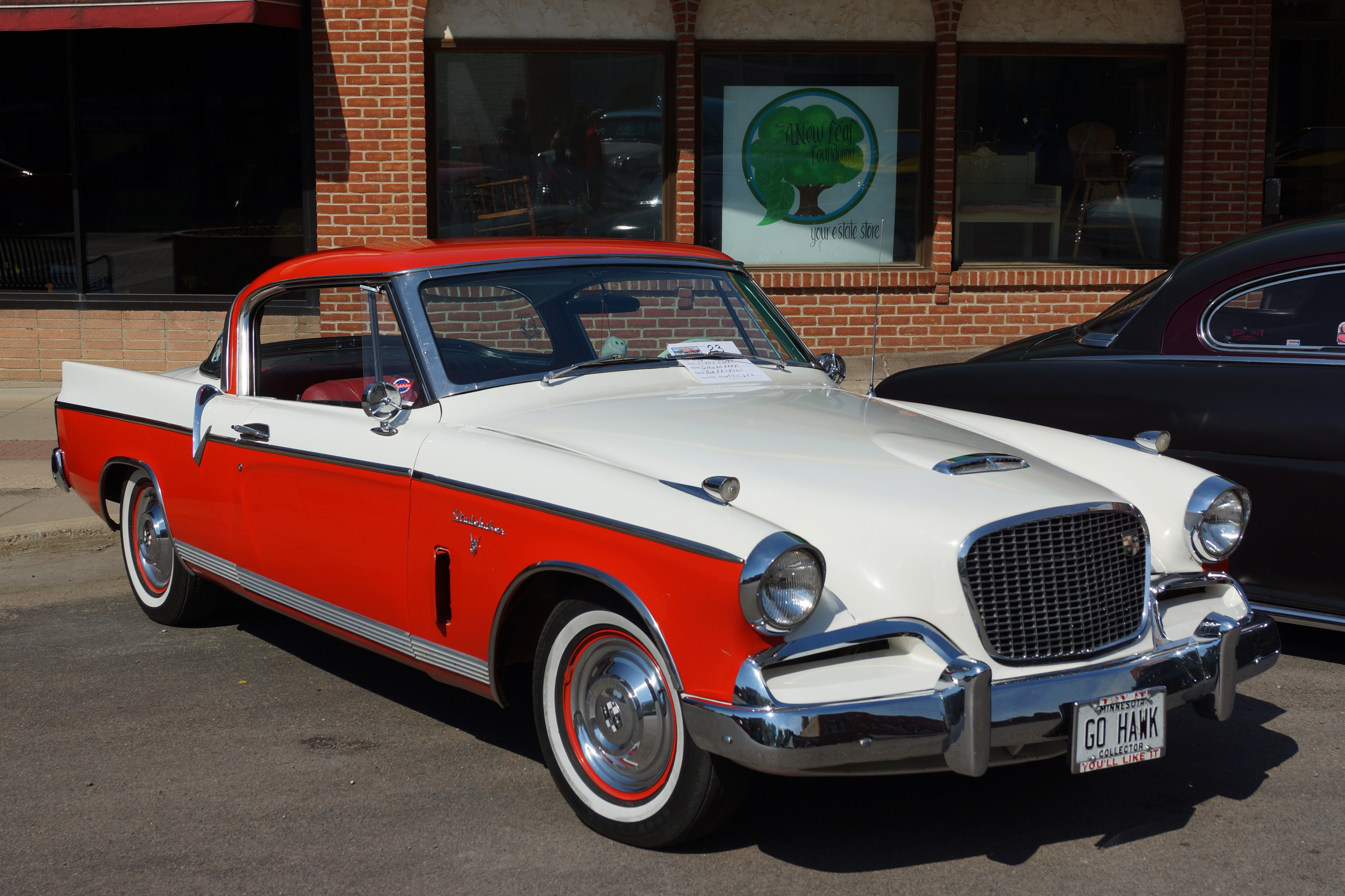
Studebaker Golden Hawk (1956-1958)
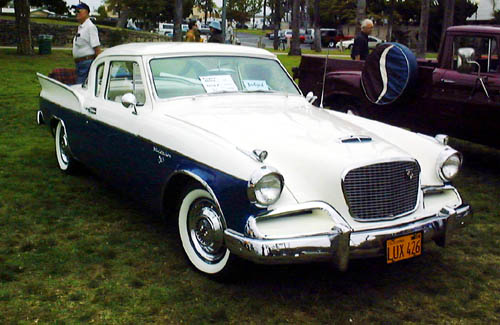
Studebaker Silver Hawk (1957-1959)
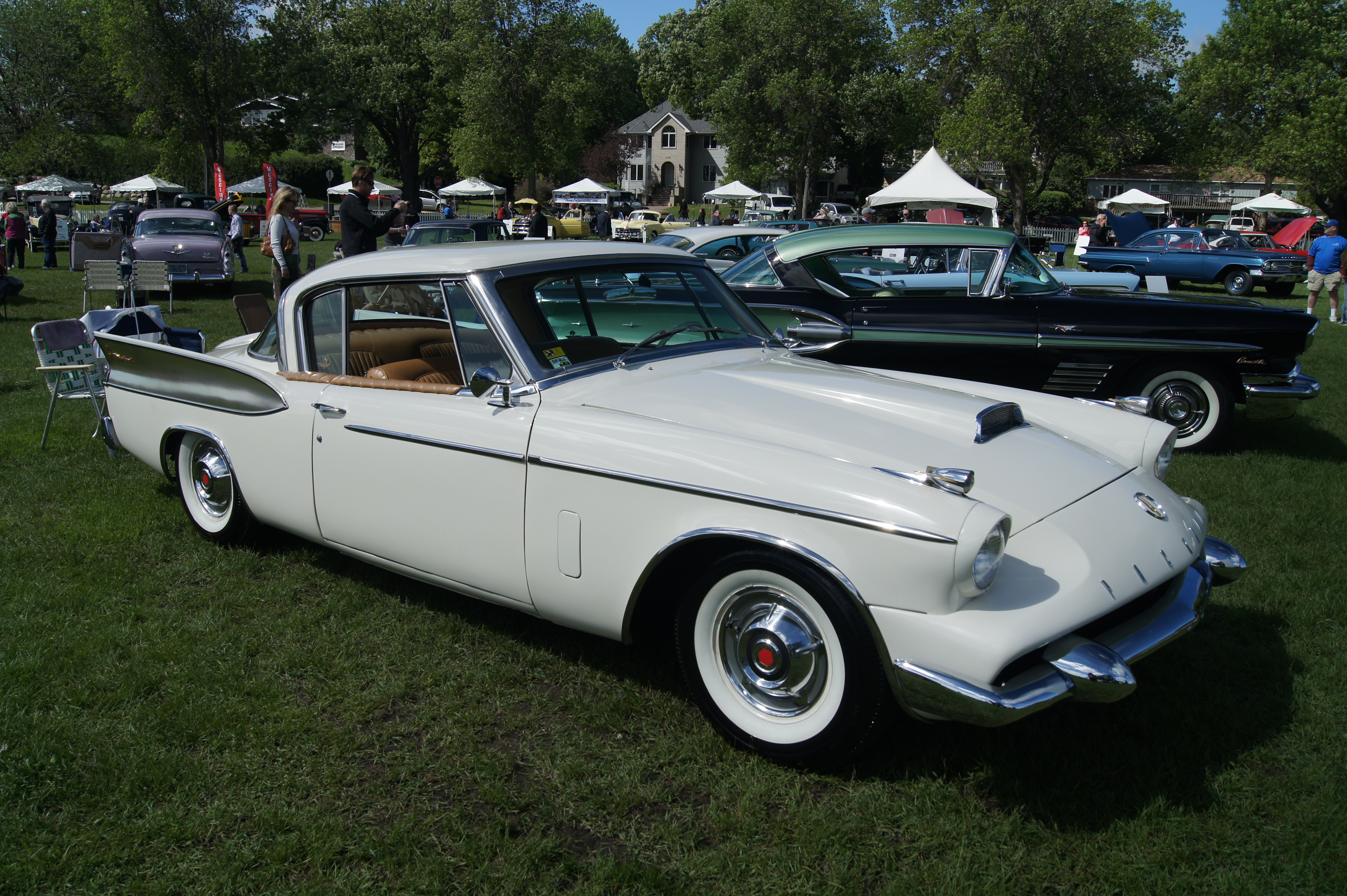
Packard Hawk (1958)
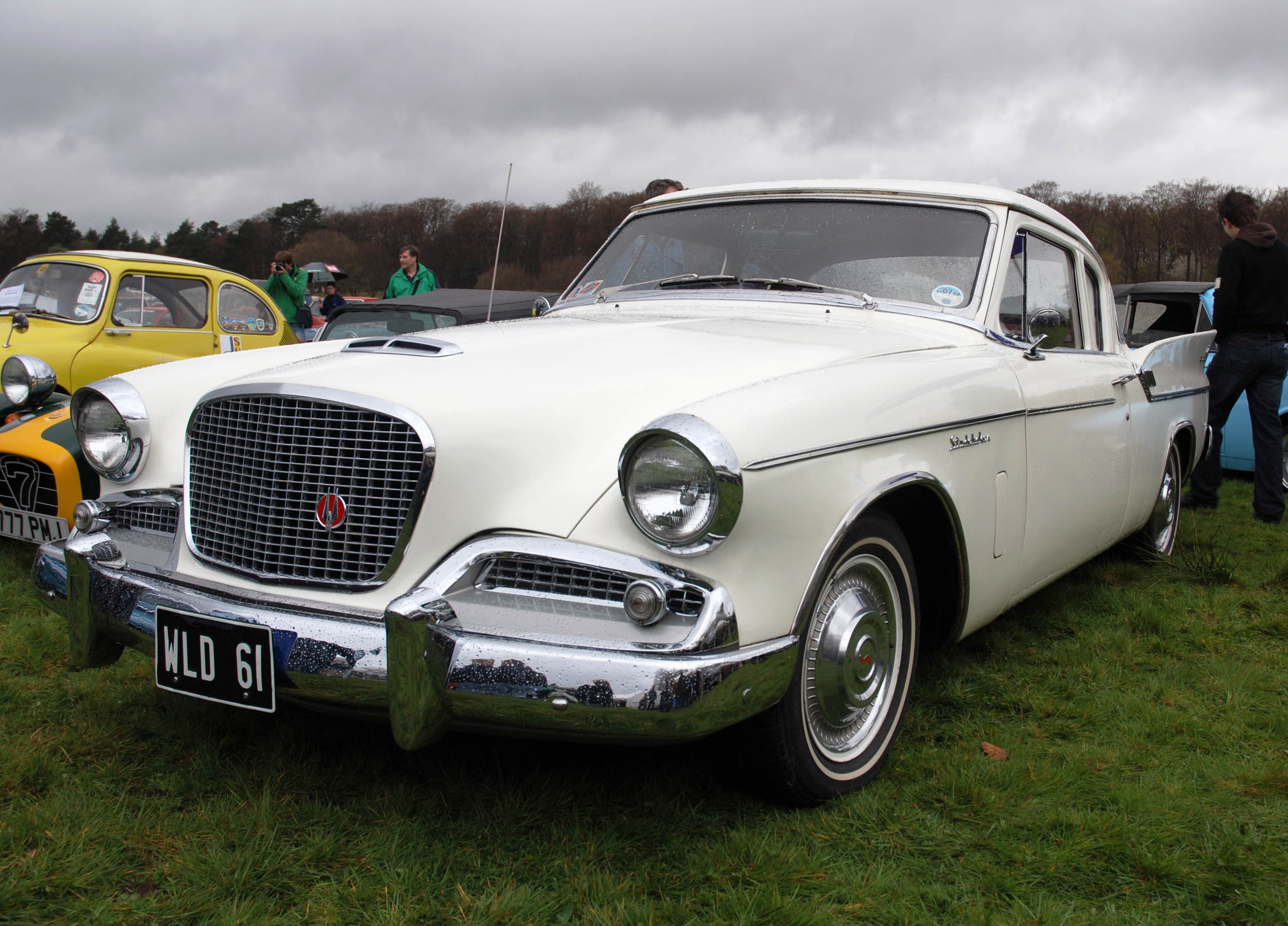
Studebaker Hawk (1960-1961)
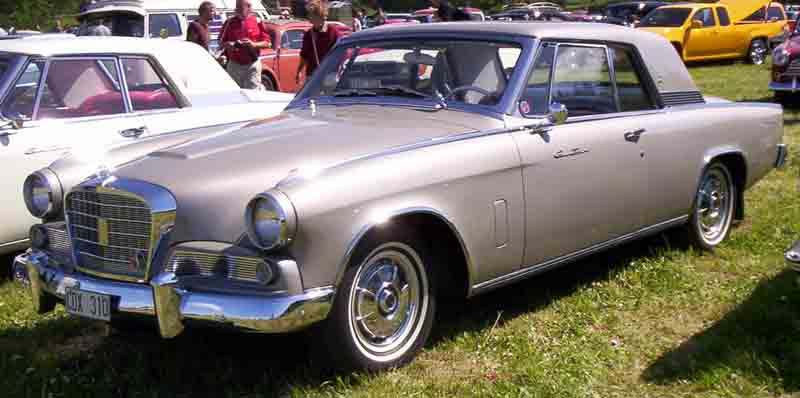
Studebaker Gran Turismo Hawk (1962-1964)

## Tijdlijn
| Type                | 1950               | 1950                      | 1950                      | 1950                      | 1950                      | 1960                      | 1960                      | 1960                      | 1960                      | 1960                      | 1960                      |  |  |  |  |
| Type                | 5                  | 6                         | 7                         | 8                         | 9                         | 0                         | 1                         | 2                         | 3                         | 4                         | 5                         |  |  |  |  |
| Middenklasse        |                    | Flight Hawk               |                           |                           |                           |                           |                           |                           |                           |                           |                           |  |  |  |  |
| Hogere middenklasse |                    | Power Hawk                | Silver Hawk               | Silver Hawk               | Silver Hawk               | Hawk                      | Hawk                      |                           |                           |                           |                           |  |  |  |  |
| Hogere middenklasse |                    |                           | Hawk                      |                           |                           |                           |                           |                           |                           |                           |                           |  |  |  |  |
| Topklasse           |                    | Sky Hawk                  |                           |                           |                           |                           |                           |                           |                           |                           |                           |  |  |  |  |
| GT                  |                    |                           |                           |                           |                           |                           |                           | Gran Turismo Hawk         | Gran Turismo Hawk         | Gran Turismo Hawk         |                           |  |  |  |  |
| Personal luxury     |                    | Golden Hawk               | Golden Hawk               | Golden Hawk               |                           |                           |                           |                           |                           |                           |                           |  |  |  |  |
| Eigenaar            | Studebaker-Packard | Studebaker-Packard        | Studebaker-Packard        | Studebaker-Packard        | Studebaker-Packard        | Studebaker-Packard        | Studebaker-Packard        | Studebaker Corporation    | Studebaker Corporation    | Studebaker Corporation    | Studebaker Corporation    |  |  |  |  |
| Legende             |                    | Verkocht als Packard Hawk | Verkocht als Packard Hawk | Verkocht als Packard Hawk | Verkocht als Packard Hawk | Verkocht als Packard Hawk | Verkocht als Packard Hawk | Verkocht als Packard Hawk | Verkocht als Packard Hawk | Verkocht als Packard Hawk | Verkocht als Packard Hawk |  |  |  |  |